# 第10回全国中等学校蹴球選手権大会
第10回全国中等学校蹴球選手権大会（だい10かいぜんこくちゅうとうがっこうしゅうきゅうせんしゅけんたいかい）は、大阪毎日新聞主催により1928年1月に阪神甲子園球場で開催された全国中等学校蹴球選手権大会である。前年は大正天皇崩御により中止となり、昭和になって初めての大会となった。朝鮮から参加した崇実が初優勝を飾り優勝旗が初めて海を渡った。

## 参加チーム
- 東京高師附中(東京・初出場)
- 富山師範(富山・初出場)
- 岐阜中(岐阜・初出場)
- 京都師範(京都・2年ぶり10回目)
- 都島工(大阪・3年ぶり5回目)
- 御影師範(兵庫・2年ぶり10回目)
- 広島一中(広島・2年ぶり2回目)
- 崇実(朝鮮・初出場)

## 試合結果

### 1回戦
- 広島一中 14 - 0 富山師範
- 崇実 11 - 0 京都師範
- 東高師付中 5 - 4 御影師範
- 都島工 1 - 0 岐阜中

### 準決勝
- 広島一中 5 - 0 都島工
- 崇実 6 - 0 東高師付中

### 決勝
- 崇実 6 - 5 広島一中

## 記録
- 1回戦の広島一中×富山師範戦で、広島一中の記録した14得点は選手権最多得点記録。及び、得失点差14も選手権最多記録である[1]。